# Marta Blasco Cosín
Marta Blasco Cosín (Manises, València, 1974) artista i docent de dibuix a l'illa de Mallorca.
El 1996 va estudiar belles arts a la Universitat Politècnica de València i es va especialitzar en pintura i gravat. Ha rebut diferents premis i destaca en el 2008 el Premi Pilar Juncosa a la Innovació de la Fundació Pilar i Joan Miró a Mallorca, on va desenvolupar el projecte Papeles Rotos.
La seva obra gira entorn al dibuix. Ha sigut exposada en diverses galeries de Palma, Lisboa, Barcelona, Bilbao, València… a més ha participat en diverses fires internacionals com Espacio Atlántico Lisboa. o Estampa Madrid
El vincle amb tots els seus treballs és el dibuix i una mateixa reflexió sobre la consistència de les imatges. Ha interpretat diferents personatges i mites femenins com Ophelia, Judith, Sibil·la i Aracne entre d'altres. Parteix de la base de què el retrat és un dels gèneres més representatius de la història de l'art occidental, l'artista ho utilitza per explorar les emocions humanes i estudiar els estats elementals dels sentiments.